# Juanito Remulla
Juanito Reyes Remulla Sr., detto Johnny (Imus, 14 aprile 1933 – Muntinlupa, 29 dicembre 2014), è stato un politico filippino.
Capostipite della nota famiglia Remulla, fu il più longevo Governatore della provincia di Cavite, avendo ricoperto tale carica tra il 1979 e il 1986 e nuovamente dal 1988 al 1995. La sua azione politica è stata importante in quanto egli viene considerato il "padre della modernizzazione di Cavite": fu infatti considerato tra gli artefici della forte espansione economica della provincia durante gli anni settanta e ottanta.

## Biografia
Remulla nacque il 14 aprile 1933 a Toclong, un barangay della città di Imus, figlio di Crispín Remulla e Teofista Reyes, entrambi contadini. Studente modello, si laureò con alti voti in giurisprudenza nel 1956 presso l'Università delle Filippine Diliman, dove fu membro della confraternita Upsilon Sigma Phi.
Dopo aver superato l'esame di abilitazione alla professione di avvocato, lavorò presso il noto studio legale Remulla, Estrella & Associates e si cimentò nell'imprenditoria come presidente del villaggio turistico Covelandia nel comune di Kawit. Entrato quindi a far parte del consiglio provinciale di Cavite a partire dal 1964, la sua ottima reputazione come avvocato gli fece guadagnare la stima del Presidente Marcos, nonché l'elezione a membro della Convenzione costituzionale del 1971 – incaricata di revisionare e modificare la costituzione filippina in vigore dal 1935 – come delegato del solo distretto di Cavite (assieme ai colleghi Sarmiento, Santillan e Jamir). 
Allievo politico e considerato erede del Senatore Montano (il quale prestò servizio pubblico alla provincia per quasi quarant'anni), nel settembre 1972 fu eletto vicegovernatore della sua provincia e con la morte del governatore Camerino nel 24 luglio 1979, salì inaspettatamente alla massima carica. Remulla compì il resto del mandato di Camerino sino alla sua scadenza nel settembre successivo: presentatosi alle elezioni del gennaio 1980 come candidato del KBL, sconfisse agevolmente l'avversario nazionalista Campos, insediandosi come governatore sino agli inizi della rivoluzione del Rosario nel febbraio 1986. Legittimato dall'ampia vittoria personale, durante la prima parte degli anni ottanta aveva contribuito in maniera sostanziale allo sviluppo della provincia ma la stretta vicinanza con Marcos gli costò la carica, poiché la neopresidente Aquino ne ordinò le dimissioni assieme a molti altri personaggi politici affiliati alla vecchia amministrazione. Ciononostante si ricandidò con successo nel 1988 e ricoprì la carica di governatore sino alle elezioni del 1995, quando fu sconfitto dal noto agente di polizia Velasco. Remulla è il governatore di Cavite rimasto in carica più a lungo, con un totale di 14 anni di servizio distribuiti su più mandati.
Ritiratosi a vita privata, morì il 29 dicembre 2014 all'Asian Hospital and Medical Center di Muntinlupa dopo una lunga malattia.

### Vita privata
Fu sposato con Ditas Catibayan, con la quale ebbe sette figli tra cui Jesus Crispin, Gilbert e Juanito Victor, anch'essi entrati nel mondo della politica.